# Carmen Romero (Leichtathletin)
Carmen Romero (Carmen Romero Ferrer; * 6. Oktober 1950 in Santiago de Cuba) ist eine ehemalige kubanische Diskuswerferin und Kugelstoßerin.

## Karriere
1966 gewann Romero bei den Zentralamerika- und Karibikspielen Bronze und drei Jahre später, 1969, bei den Leichtathletik-Zentralamerika- und Karibikmeisterschaften, Gold. Bei den Zentralamerika- und Karibikspielen im Jahr 1970 siegte sie im Diskuswurf und holte im Kugelstoßen Bronze. 1971 gelang ihr ein Doppelsiegbei den Zentralamerika- und Karibikmeisterschaften in den Disziplinen Diskuswurf und Kugelstoßen. Bei den Panamerikanischen Spielen in Cali triumphierte sie im Diskuswurf und wurde Fünfte im Kugelstoßen. Ihren Titel im Diskuswurf konnte Romero sowohl bei den Zentralamerika- und Karibikmeisterschaften 1973, den Zentralamerika- und Karibikspielen 1974 als auch den Panamerikanischen Spielen 1975 in Mexiko-Stadt verteidigen.
Bei den Olympischen Spielen 1976 in Montreal belegte sie nur den neunten Platz im Diskuswurf, konnte beim Diskuswurf der Zentralamerika- und Karibikspiele 1978 und der Panamerikanischen Spiele 1979 in San Juan, jedoch zum dritten Mal in Folge siegen. Bei den Olympischen Spielen 1980 in Moskau kam sie auf den zehnten Platz im Diskuswurf. Ebenfalls im Diskuswurf gewann sie im Jahr darauf Silber bei den Zentralamerika- und Karibikmeisterschaften und wurde Vierte beim Leichtathletik-Weltcup 1981 in Rom, holte Silber bei den Zentralamerika- und Karibikspielen 1982 und siegte bei den Zentralamerika- und Karibikmeisterschaften 1983.

## Persönliche Bestleistungen
- Kugelstoßen: 14,25 m, 1971
- Diskuswurf: 69,08 m, 17. April 1976, Havanna